# Al Lewis (paroliere)
Al Lewis (New York, 18 aprile 1901 – New York, 4 aprile 1967) è stato un paroliere e musicista statunitense che occasionalmente ha scritto anche pezzi musicali.

## Biografia
Lewis è stato molto attivo professionalmente nei decenni dal 1920 al 1950 e, in questo periodo, ha collaborato con molti altri popolari autori, come Al Sherman e Abner Silver. Tra le sue più famose canzoni, si ricordano Blueberry Hill e You Gotta Be a Football Hero.
Fra il 1931 e il 1934, durante l'ultimo periodo del Vaudeville, Lewis ha partecipato insieme a molti altri autori di successi dell'epoca a una rivista teatrale intitolata Songwriters on Parade.
La carriera di Lewis ha fatto un enorme salto nel 1956 quando la canzone Blueberry Hill (che aveva scritto nel 1940 con Larry Stock, per la musica di Vincent Rose) è stata rilanciata dal cantante e pianista Fats Domino.

## Canzoni (parziale)
- 1926 "Gonna Get a Girl" composta da Howard Simon
- 1929 "He's So Unusual"
- 1929 "Good Morning, Good Evening, Good Night"
- 1930 "Livin' in the Sunlight, Lovin' in the Moonlight"
- 1931 "Ninety-Nine Out of a Hundred"
- 1931 "Got the Bench, Got the Park"
- 1933 "Now's the Time to Fall in Love"
- 1933 "You Gotta Be a Football Hero"
- 1936 "Hypnotized"
- 1940 "Blueberry Hill"
- 1941 "Rose O'Day"
- 1958 "Tears on My Pillow", scritta con Sylvester Bradford, registrata da Little Anthony and the Imperials
- 1959 "I'm Ready" con Fats Domino e Sylvester Bradford